# Androsace medifissa
Androsace medifissa är en viveväxtart som beskrevs av Chen, Amp; Y. C. Yang in C. M. Hu och Y. C. Yang. Androsace medifissa ingår i släktet grusvivor, och familjen viveväxter. Inga underarter finns listade i Catalogue of Life.